# Барбес, Арман
Арма́н Барбе́с (фр. Armand Barbès; 18 сентября 1809, Пуэнт-а-Питр, остров Гваделупа ‒ 26 июня 1870, Гаага) — французский левый политик и революционер.

## Биография
Происходил из богатой семьи. Изучал в Париже право. За участие в восстании 1834 года просидел в тюрьме 5 месяцев, а в 1836 году за тайное изготовление пороха был приговорен к 1 году заключения. Был основателем «Клуба революции», затем вместе с Л. О. Бланки, с которым у него были резкие политические и личные расхождения, принял участие в «Обществе прав человека и гражданина» («Société des droits de l’homme et de citoyen») и встал во главе пролетарского клуба «Общество времен года» (фр. «Société des Saisons»). По словам Н. Н. Молчанова, «проповедовал культ бога, Жанны д’Арк, Конвента и Робеспьера».
Тяжело раненный и захваченный при попытке восстания 12 мая 1839 года в Париже, он как один из руководителей был приговорен палатою пэров к смертной казни, но король Луи Филипп по просьбам герцога Орлеанского и Виктора Гюго, а также под давлением массовой петиции и манифестации рабочих и студентов, заменил эту казнь пожизненным тюремным заключением, из которого Барбес освободился только во время Февральской революции 1848 года. Вернувшись в Париж, стал президентом объединявшего рабочих, мелкую буржуазию и революционную интеллигенцию «Клуба Революции», был назначен полковником 12 легиона парижской Национальной гвардии и выбран депутатом от Одского департамента в Учредительное собрание.
Сначала он, по-видимому, был готов поддерживать новое правительство (так, он выступил в его защиту во время манифестации 16 апреля), но вскоре медлительность последнего в проведении социальных реформ и настроения революционных масс восстановили его радикальный пыл. Поэтому он принял участие в революционной демонстрации 15 мая 1848 года, переросшей в нападение на Национальное собрание и жестоко подавленное Национальной гвардией. Заняв Ратушу, Барбес и рабочий Альбер пытались сформировать списки нового, социалистического, правительства, но оказались в числе 400 активистов, арестованных в первый же день. Барбес был предан суду в Бурже и приговорён к пожизненному тюремному заключению в Бель-Иль-ан-Мер, но в 1854 году освобождён из тюрьмы.
Историк Е. В. Тарле пишет, что поводом к его амнистии Наполеоном III послужило письмо Барбеса из тюрьмы другу, где он восторженно отзывается о войне против Николая I, которого революционер Барбес считал столпом деспотизма. Наполеон III, узнавший о содержании письма от тюремной администрации, был так тронут поддержкой революционера, что освободил его, сильно оскорбив таким решением самого Барбеса. Однако освобожденный из тюрьмы Барбес отнюдь не пожелал признать империи. С тех пор он жил в Бельгии, Испании и Нидерландах.
Барбес находился под некоторым влиянием бабувизма, однако, несмотря на свою ненависть к капитализму, оставался фактически якобинцем. Он написал много политических брошюр, как, напр., «Deux jours de condamnation à mort» (2 изд., 1849).